# Rossov otok
Rossov otok je otok kojeg su stvorili četiri vulkana u Rossovom moru pokraj obale Antartike, točnije pokraj obale Viktorijine zemlje. 
Otok ima površinu od 2 460 km² i samo mali dio otoka nije prekriven snijegom i ledom. Sir James Clark Ross otkrio je ovaj otok 1841., a kasnije ga je po njemu nazvao Robert F. Scott. 
Najjužniji aktivni vulkan na planeti je Erebus (3794 m) koji se nalazi na otoku, kao i vulkan Terror (3230 m). Vulkani su dobili naziv po brodovima iz Rossove ekspedicije HMS Erebus i HMS Terror. Treće najveće uzvišenje na otoku je Mount Bird.
Rossov otok je 6. otok po najvišem vrhu na Zemlji.